# You're My Only Shinin' Star
「You're My Only Shinin' Star」（ユア・マイ・オンリー・シャイニン・スター）は、角松敏生作詞・作曲による中山美穂の曲。1988年2月17日にキングレコードから12作目のシングルとして発売され(シングルレコード: K07S-10261)、後に角松自身によるセルフカバーが1999年11月25日に25作目のシングルとしてBMG ファンハウスから発売された。

## 中山美穂によるオリジナル

### 概要
前年10月発売の前作「CATCH ME」に続きシンガーソングライターの角松敏生をプロデューサーに迎え、2作連続でオリコン1位を獲得した。1988年2月29日付オリコンチャートで、当シングル及びアルバム『CATCH THE NITE』のLP、カセット、CD各部門で1位を獲得し、この年の第30回日本レコード大賞金賞を受賞した。
シングルの規格品番は、EP: K07S-10261、CD: K10X-23072。
元々は1986年7月発売の3枚目のアルバム『SUMMER BREEZE』に収録されていた楽曲だったが、本人が好んでいた曲であったこととファン人気が高かったことから、角松自身もプロデュースに参加する形で再レコーディングし、シングル・バージョンとしてリリースされた。
なお『SUMMER BREEZE』バージョンは、いずれも1987年に放送された本人主演のフジテレビ系ドラマ『な・ま・い・き盛りスペシャル』のエンディングテーマやTBS系ドラマ『ママはアイドル!』の挿入歌に採用されるなどして、シングルリリース以前から認知度も高かった。
シングルリリース以降も更に再レコーディングが繰り返され、複数のアルバムにバージョン違いが収録されている。
特別盤として、1曲目に「CATCH ME」、カップリングに「You're My Only Shinin' Star」を配したシングルCDが1988年3月21日に発売された。翌1989年2月5日には、通常の収録内容に戻したシングルCDが発売されている。
2001年にベストアルバム『YOUR SELECTION』をリリースするにあたり、収録曲を決める為にホームページ上で行った投票ではシングルA面曲で1位になった。
2024年12月12日に中山の葬儀が終わった際、喪主で妹の中山忍は本曲のタイトル・歌詞を引用する形で「私にとって姉は「大好きなお姉ちゃん」であるとともに「みなさんの中山美穂」であり、「永遠のシャイニングスター」です。」とコメントした。

### 収録曲
1. You're My Only Shinin' Star
作詞・作曲・編曲：角松敏生 / St.Arr.：大谷和夫 / Brass Arr.：数原晋
2. SHERRY
作詞・作曲・編曲：角松敏生

### 収録アルバム

#### You're My Only Shinin' Star
- SUMMER BREEZE - 初版('86 Album Version)
- Ballads
- Hide'n' Seek -  "Present from Miho" としてピアノをバックに新録
- COLLECTION II
- Miho's Select - 「'91 You're My Only Shinin' Star」としてアコースティックギターをバックに新録
- Dramatic Songs
- Blanket Privacy - 「You're My Only Shinin' Star '93」としてアカペラバージョンを収録
- Pure White Live '94（限定盤） - ライブ音源（シングルメドレー）
- TREASURY
- THE REMIXES MIHO NAKAYAMA MEETS New York GROOVE - シングル・バージョンのボーカルを基にリミックス
- YOUR SELECTION 1
- Complete SINGLES BOX
- 中山美穂 パーフェクト・ベスト
- 中山美穂 パーフェクト・ベスト2 - 初版バージョン
- 30th Anniversary THE PERFECT SINGLES BOX - 全てのバージョンを完全収録
- Neuf Neuf - 6度目の新録、アレンジは高田漣
- All Time Best

#### You're My Only Shinin' Star（シングル・バージョン）収録のオムニバス・アルバム
- 続・青春歌年鑑1988
- 青春歌年鑑BOX 1984〜1990
- 速報!歌の大辞テン presents BALLADS DAIJITEN! 〜昭和 VS 平成〜
- Beautiful Woman
- 歌謡曲宇宙一周
- ヴィーナス・レジェンド〜無敵の80'sアイドル・ヒッツ

#### SHERRY
- CATCH THE NITE
- Ballads
- Complete SINGLES BOX
- 30th Anniversary THE PERFECT SINGLES BOX

## 角松敏生によるセルフ・カバー

### 解説
「You're My Only Shinin' Star」は以前、バラード・ベスト・アルバム『TEARS BALLAD』への収録に際し、当時16歳だった中山美穂の心情を想像しながら書いた歌詞を、30代の男性である自分が歌うのに照れを覚え、新たに書き下ろされた英語詞でセルフカバーしていた。2000年、“これまで女性アーティストに提供してきた女心の数々をシンガーとして唄いあげる”というコンセプトのセルフカバー・アルバム『The gentle sex』に、オリジナルの日本詞でリテイクされた。本作にはシングル・ヴァージョンで収録のほか、同一のバック・トラックを使用した英語版も併せて収録されている。2007年にはバラード・ベスト・アルバム『Players Presents TOSHIKI KADOMATSU Ballad Collection』に、小林信吾のプロデュースで再度リテイクされた。
「花瓶」は角松プロデュースによる中山美穂のアルバム『CATCH THE NITE』収録曲で、シングル「もう一度…and then」にてセルフ・カバーされ、後にバラード・ベスト・アルバム『TEARS BALLAD』にボーカルのリテイクにて収録された。本作にはセルフカバー・アルバム『The gentle sex』の先行シングルとして、シングル・ヴァージョンで収録された。
「君という名の僕におしえたい」は『The gentle sex』に収録された唯一の新曲。本作では“Introduction”としてショート・ヴァージョンが収録されている。
ジャケットに写っている後ろ姿の女性は角松自身の女装。

### 収録曲
1. You're My Only Shinin' Star  –  (5:33)[5]
Written & Arranged by TOSHIKI KADOMATSU
2. 花瓶 〜hangover take with piano〜  –  (7:10)[5]
Written & Arranged by TOSHIKI KADOMATSU
3. You're My Only Shinin' Star 〜English Version〜  –  (5:48)[5]
  - Written & Arranged by TOSHIKI KADOMATSU
  - English Translation : ANTONIO TERANISHI
4. 君という名の僕におしえたい 〜Introduction〜  –  (1:30)[5]
Written & Arranged by TOSHIKI KADOMATSU
5. You're My Only Shinin' Star 〜Instrumental〜  –  (5:31)[5]
Written & Arranged by TOSHIKI KADOMATSU

### クレジット

#### You're My Only Shinin' Star
| Written & Arranged by TOSHIKI KADOMATSU |

| TOSHIKI KADOMATSU: | - Vocals / Background Vocals - Keyboards / Computer Programming |

| HIROSHI SATO:Keyboards (by the courtesy of TOSHIBA-EMI Limited)            |
| MASATO HONDA:Saxophone Solo (by the courtesy of Victor Entertainment Inc.) |
| YOSHIYUKI “BUTCHER” ASANO:Guitar                                           |
| SHIN HAGA:Drums                                                            |
| HIROSHI YAMADA:Computer Manipulator                                        |

#### 花瓶 〜hangover take with piano〜
| Written & Arranged by TOSHIKI KADOMATSU       |
| TOSHIKI KADOMATSU:Vocals/Background Vocals    |
| SHINGO KOBAYASHI:Acoustic Piano/Fender Rhodes |

#### You're My Only Shinin' Star 〜English Version〜
| Written & Arranged by TOSHIKI KADOMATSU |
| English Translation : ANTONIO TERANISHI |

| TOSHIKI KADOMATSU: | - Vocals/Background Vocals/Guitar Solo - Keyboards/Computer Programming |

| HIROSHI SATO:Keyboards (by the courtesy of TOSHIBA-EMI Limited) |
| YOSHIYUKI “BUTCHER” ASANO:Guitar                                |
| SHIN HAGA:Drums                                                 |
| HIROSHI YAMADA:Computer Manipulator                             |

#### 君という名の僕におしえたい 〜Introduction〜
| Written & Arranged by TOSHIKI KADOMATSU |

| - TOSHIKI KADOMATSU:Vocals/Background Vocals/Guitar & Solo - Acoustic Guitar/Keyboards/Computer Programming |

| HIROSHI YAMADA:Computer Manipulator |

#### スタッフ
| PRODUCED by TOSHIKI KADOMATSU     |
|                                   |
| Directed by TETSUO KOKUBU (BEANS) |

| Artist Management: | - HAJIME URUSHIBARA (BEANS) - HIROYUKI SUZUKI (BEANS) |

| A&R: | - HITOSHI FUJISAKI (BMG FUNHOUSE) - RYUICHI KASHIWAGI (BMG FUNHOUSE) |

|                                             |
| Mixed by EIJI UCHINUMA                      |
| Recorded by SHINICHI KAWASUMI (MIXER'S LAB) |

| Engineering Assisted by | - MINORU HIROSE (MIXER'S LAB) - TOSHIHIRO “KIM” MASUDA (MIXER'S LAB) - CHINATSU KOIZUMI (MIXER'S LAB) - YOSHIHIKO MORI (MIXER'S LAB) - TAKASHI SHINBORI (MIXER'S LAB) - HISAO TAKANO (MIXER'S LAB) - YOSHIAKI KOWADA (birdie house) - TAKESHI NAKADA (birdie house) - TATSUYA SAEGUSA (birdie house) |

| Mastered by MITSUHARU HARADA (DISC LAB) |
| Mixed at WESTSIDE STUDIO                |

| Recorded at | - WESTSIDE STUDIO - FUNHOUSE SAPPORO STUDIO |

| Mastered at ON AIR AZABU STUDIO |

| Studio Management: | - KOJI KIKKAWA (MIXER'S LAB) - AKEMI OKUDA (birdie house) |

| Equipment Management:HIROSHI YAMADA (BEANS) |
| Equipment Technicians:MASAZUMI NAKAYAMA     |

| Production Desk: | - AKIKO SUNADOI (EMERALD SPLASH) - KYOKO SUGIURA (EMERALD SPLASH) - YUKIKO WATANABE (EMERALD SPLASH) |

|  |

| Promotion Staff: | - AKIRA TSUJIMURA (BMG FUNHOUSE) - AKIRA TAKEUCHI (BMG FUNHOUSE) - YOSHINORI MORINAGA (BMG FUNHOUSE) |

| Sales Promoter: | - KEIICHIRO OHNOTA(BMG FUNHOUSE) - YOSHINORI OHTA (BMG FUNHOUSE-CHIEF OF KDC) - SHOICHI YAMADA (BMG FUNHOUSE-CHIEF OF KDC) |

| Supervisor: | - HIDEHIKO TASHIRO (BMG FUNHOUSE) - KAZUNAGA NITTA (BMG FUNHOUSE) - YU HENRY DE LA TROBE (BMG FUNHOUSE) - HIROMI YOSHIZAWA (BMG FUNHOUSE) - NOBBY ASAI (BMG FUNHOUSE) |

|                                                          |
| Art Direction & Design:CHIHARU MIYANAGA (I&D PRODUCTION) |
| Photography:MIRO ITO                                     |
| Styling:SAORI SHINOHARA (KURARA SYSTEM)                  |
| Hair & Make-up:AKIO NAMIKI (KURARA SYSTEM)               |
| Jacket Coordination:MIKIO KAWASAKI (BMG FUNHOUSE)        |

## カバー
- 藤崎詩織 (CV：金月真美)
  - 『ときめきメモリアル 虹色の青春 forever Vol.3』（1998年3月27日）
- Jessica Sheely
  - 『Kadomatsu T's Song from L.A 〜The Ballad Covers Collection〜』（2004年）
  - 『E35 〜英語で歌おうJ-Pop〜』（2008年）
- 三浦あずさ（CV：たかはし智秋）
  - 『THE IDOLM@STER Your Song』（2007年1月18日）
  - 『THE IDOLM@STER MASTER ARTIST 07 三浦あずさ』（2007年9月5日）
- AZU
  - 『AS ONE』（2008年7月23日）
- 青山テルマ
  - 『大っきらい でもありがと』（2008年12月10日）
- シェネル
  - 『ビリーヴ』（2012年7月4日）※英語詞は『TEARS BALLAD』版をベースにシェネル本人が手を加えたため、作詞のクレジットはアントニオ寺西との連名。
- Guitar☆Man GPK (feat.izumi kato)
  - 『KING OF POPS』（2013年6月）
- 華原朋美
  - 『MEMORIES -Kahara Covers-』（2014年3月12日）※フジテレビ系『新堂本兄弟』でもカバー（2006年）
- つるの剛士
  - 『つるのうた3.5』（2016年3月2日）[6]
- 降幡愛
  - 『Memories of Romance in Summer』（2022年4月27日）[7]